# Romuléon (Mamerot)
Pour les articles homonymes, voir Romuleon (homonymie).

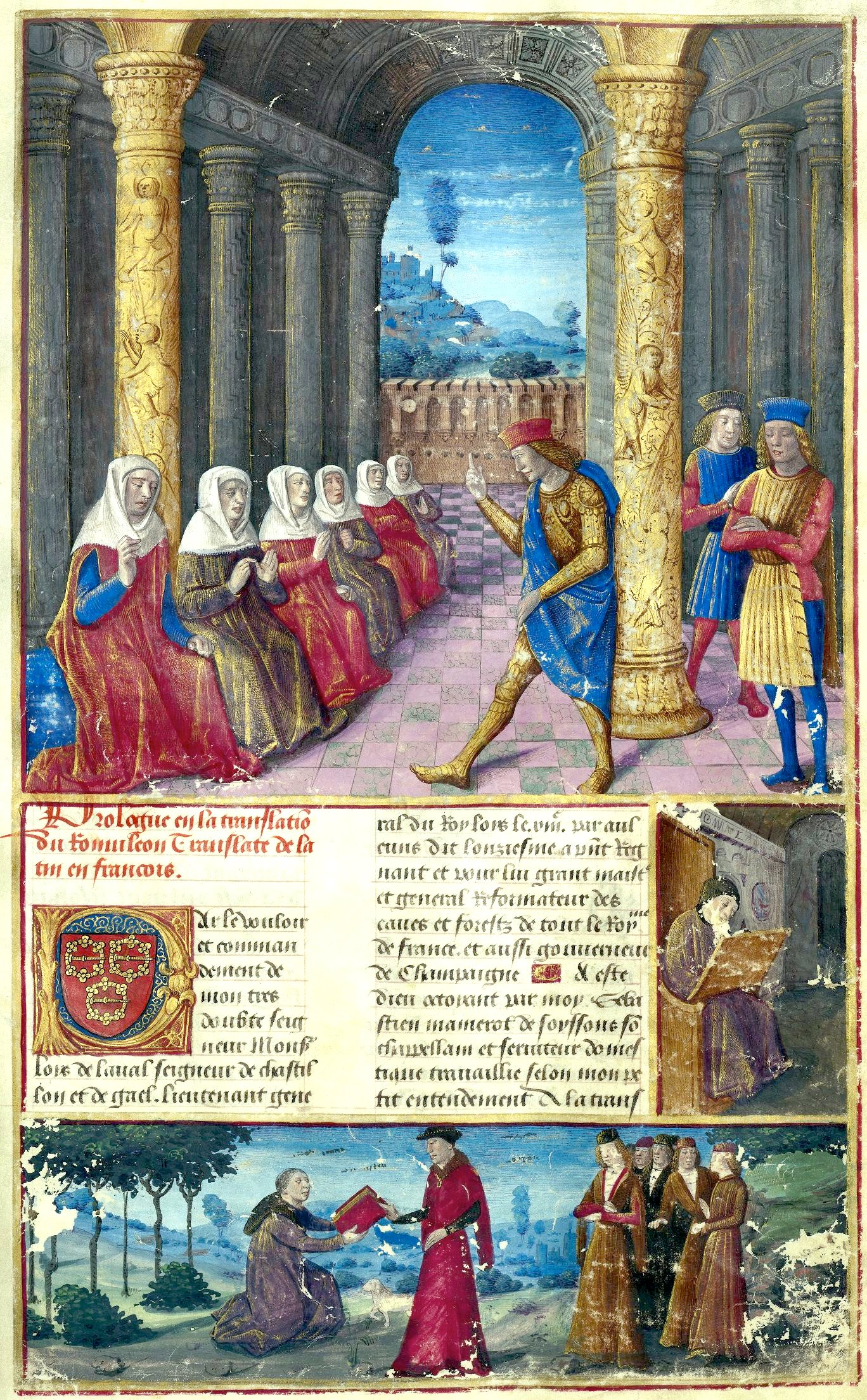
Romuléon de Benvenuto da Imola, dans la traduction de Sébastien Mamerot, illustré par Jean Colombe et son atelier (BnF ms. 364, folio 13r). Dans le bandeau inférieur, scène de présentation à Louis de Laval, alors que l’exemplaire est celui de Louis Malet de Graville.

Par Romuléon (Mamerot) ou Romuléon de Mamerot, on entend la traduction française, par Sébastien Mamerot, de la compilation d'histoire romaine connue sous le titre Romuleon, œuvre de l'humaniste bolonais du XIVe siècle Benvenuto da Imola. Une autre traduction, le  Romuléon de Miélot, lui est légèrement antérieure. Deux manuscrits du Romuléon de Mamerot sont somptueusement enluminés par Jean Colombe et son atelier.

## Manuscrits
Deux traductions voient le jour presque simultanément, celle par le chanoine lillois Jean Miélot (le  Romuléon de Miélot) en 1460, et l'autre par Sébastien Mamerot en 1466, à l'instigation de Louis de Laval, « grand maître et général réformateur des eaux et forêts » et gouverneur de Champagne, dont Mamerot était chapelain.
À la différence des manuscrits de la traduction du Romuléon par Miélot, les exemplaires de la traduction de Mamerot sont plus rares : 
- Louis de Laval, manuscrit perdu,
- Louis Malet de Graville (Bibl. nat. de Fr., fr. 364), copie du précédent[2] ; il compte 380 feuillets de vélins réglés à l'encre de 450 × 333 mm, la justification est de 255 × 160 mm. Il s'ouvre sur une longue table de rubriques, suivie des dix livres de la compilation. Le texte est régulier, malgré un changement de main au fol. 340.
- André III de Chauvigny, gouverneur du Berry et beau-frère de Louis de Laval. Le manuscrit est simplement décoré de dessins à l'encre sur papier. André de Chauvigny en fait don en 1498 à Philippe du Moulin. Le manuscrit est maintenant à Berlin au  Kupferstichkabinett (ms. 78 d 10).
- Un exemplaire provenant de la succession du duché de Mantoue, (Bibl. nat. de Fr., fr. 365-367). Très bel exemplaire enluminé sur parchemin, couvrant la période jusqu'à Auguste[3]. Les dimensions sont 440 × 320 mm, et 270 × 190 mm. Le manuscrit renferme 134 illustrations en plein page, chacune divisée en deux ou trois scènes. Sur la reliure, le chiffre « HD » et les trois croissants entrelacés ont fait penser que ces volumes avaient appartenu à la bibliothèque de Diane de Poitiers. En fait, ces emblèmes se retrouvent sur toutes les reliures Henri II[4].

## Le manuscrit de Louis de Laval et sa copie
Le manuscrit de Louis de Laval n'est connu que par sa copie. Malgré la scène de dédicace du fol. 13 où apparaît le gouverneur de Champagne habillé de la houppelande rouge à manches fendues qui l'identifie, il ne s'agit pas de l’exemplaire premier. De plus, la copie semble avoir été exécutée assez longtemps après la traduction de 1466, vers 1485-1490, comme l'indique l'habillement des personnages figurés derrière le dédicataire et comme le confirment les nombreux emprunts aux Très Riches Heures, présents dans les peintures, et qui ne peuvent se justifier que vers 1485, quand Jean Colombe a eu accès au manuscrit de Jean de Berry que le duc Charles Ier de Savoie l'avait chargé de compléter. L'initiale du même feuillet comporte les armoiries de Louis Mallet, seigneur de Graville, grand bibliophile, qui succède en 1487 à Louis, bâtard de Bourbon, comme amiral de France. 

## La traduction
Sébastien Mamerot effectue la traduction en 1466, à la demande de Louis de Laval. On ne sait pas quel est le manuscrit latin utilisé par Mamerot pour mener à bien sa traduction. Il en existe un à la bibliothèque Saint-Geneviève (ms. 775). Dans sa traduction, Mamerot se dégage fréquemment de son modèle latin dans un souci de fidélité à sa langue maternelle. Dans le prologue du translateur, il écrit qu'il a traduit « sans y adjouster ne dimuner sinon en tant qu'il m'a semblé neccessaire a la seule decoration du langaige françois ». Mamerot se montre attentif à la langue française et déploie une multitude de procédés afin de concilier au mieux la traduction du vocabulaire technique (realia romana, notamment) et la compréhension du texte d'arrivée. 
En plus Mamerot, désireux d'éviter d'éventuelles difficultés de compréhension, affermit la cohérence textuelle en ralentissant la progression thématique et en multipliant les développements explicatifs. Mamerot consolide les enchaînements de phrases en renforçant les liens et en ajoutant des connecteurs. Il ne se limite pas à la simple traduction, ses commentaires explicites marquent parfois même son désaccord vis-à-vis de Benvenuto da Imola.

## Enluminures
La décoration de la traduction du Romuleon par Mamerot est confiée par Louis de Laval à Jean Colombe et à son atelier. Il représente sans doute, avec cent vingt-six pages illustrations, le cycle d'illustrations le plus ambitieux réalisé par cet atelier. Bien qu'assisté de plusieurs collaborateurs, l'ensemble porte sa marque personnelle. Tout concourt à l'effet dramatique : le rythme heurté et les personnages à la gesticulation véhémente.
Pour les scènes de bataille, l'action se déploie en foules innombrables dont les crânes répétés à l’infini évoquent un pavement de galets. Les détails des cuirasses pseudo-antiques et les architectures improbables sont encore d'esprit très médiéval. Il emprunte aux Très Riches Heures certains décors citadins, comme celui du Portement de croix pour l'arrivée de  Magon à Carthage (fol. 146), celui de l'Arrivée du Christ au prétoire pour la scène du fol. 199v. Il transpose aussi des scènes antiques dans un décor purement médiéval : le palais de la Cité, tel qu'il est représenté au mois de juin des Heures de Chantilly, sert de décor à la rencontre de Scipion l'Africain et de Massinissa (fol. 197); c'est le château de Mehun-sur-Yèvre qui est évoqué dans les peintures des fol. 236v et 335. Cette mise en décor médiéval est précieuses par son intérêt documentaire sur l'ameublement de l'époque, ainsi la scène du meurtre du préfet de prétoire Marcu Aper par Dioclétien (fol. 376) avec son décor de boiseries et de tapisseries de type mille-fleurs. 
Les enluminures pleine page ont une structure composée : au centre une portion de texte, souvent le début d'un chapitre ou d'un livre. Le résumé introductif est en rouge, le reste en noir. Au-dessus, une miniature principale, en dessous, une miniature corrélée qui peut remonter sur le côté du pavé de texte. Sur le côté du pavé de texte, ou même à l'intérieur du pavé, on peut aussi trouver d'autres illustrations secondaires. Dans le feuillet de frontispice 13r, la scène principale est une assemblée de Romains; la miniature du bas la séance de présentation, sur le côté du texte on voit Mamerot écrivant, et enfin les armoiries de Louis Malet de Graville. Le texte lui-même occupe le centre.

## Les autres manuscrits
Le manuscrit d'André de Chauvigny, maintenant au Kupferstichkabinett de Berlin, ne comporte que des dessins sur papier réalisés à l'encre. Mais ce sont ces dessins qui ont servi de modèle au deuxième manuscrit enluminé,  dont les trois parties sont conservées à la Bibliothèque nationale (BnF ms. 365-367). Certains croient y déceler l'intervention d'une équipe de l'atelier de Jean Colombe, dont ses fils Philibert et son petit-fils François. Bien que comportant une répartition d'illustrations à peu près identique à celle du Romuleon de Louis Malet de Graville, leur cycle est tout à fait indépendant sur le plan iconographique.

## Illustrations

Manuscrit de Louis Malet de Graville (Bibl. nat. de Fr., fr. 364)
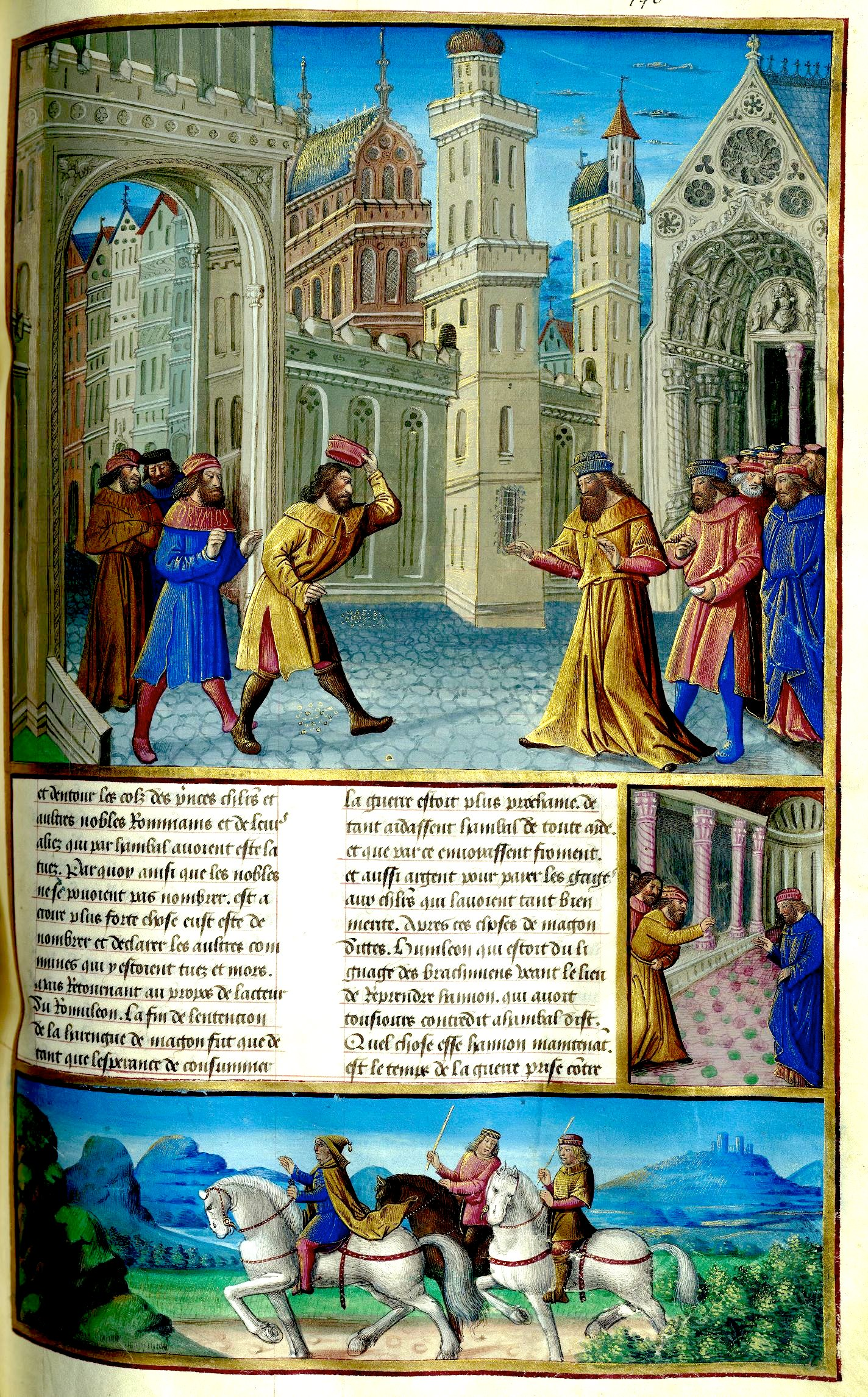
f146r.- Retour de Magon à Carthage.
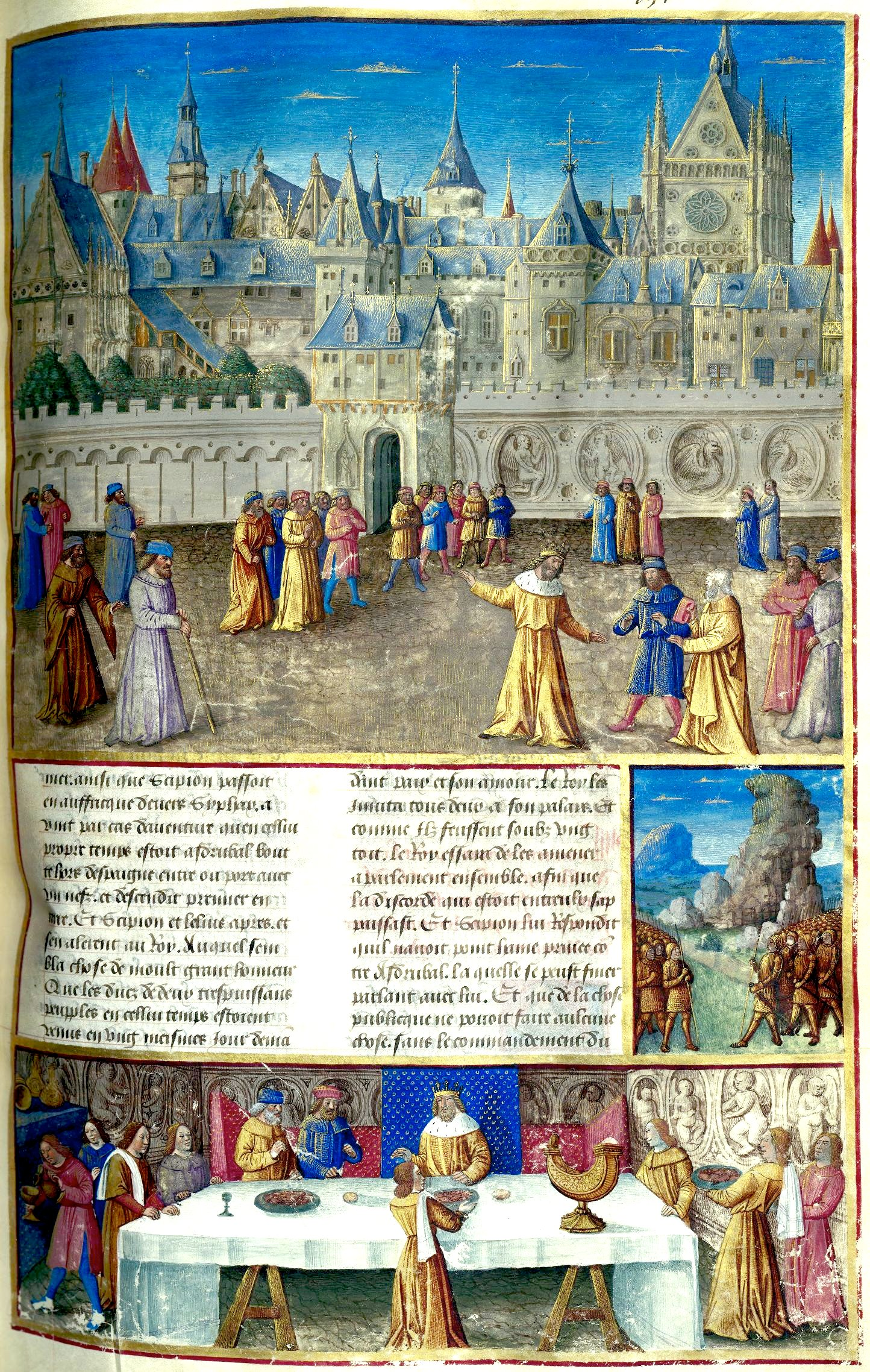
f197r.- Syphax, Scipion et Hasdrubal.
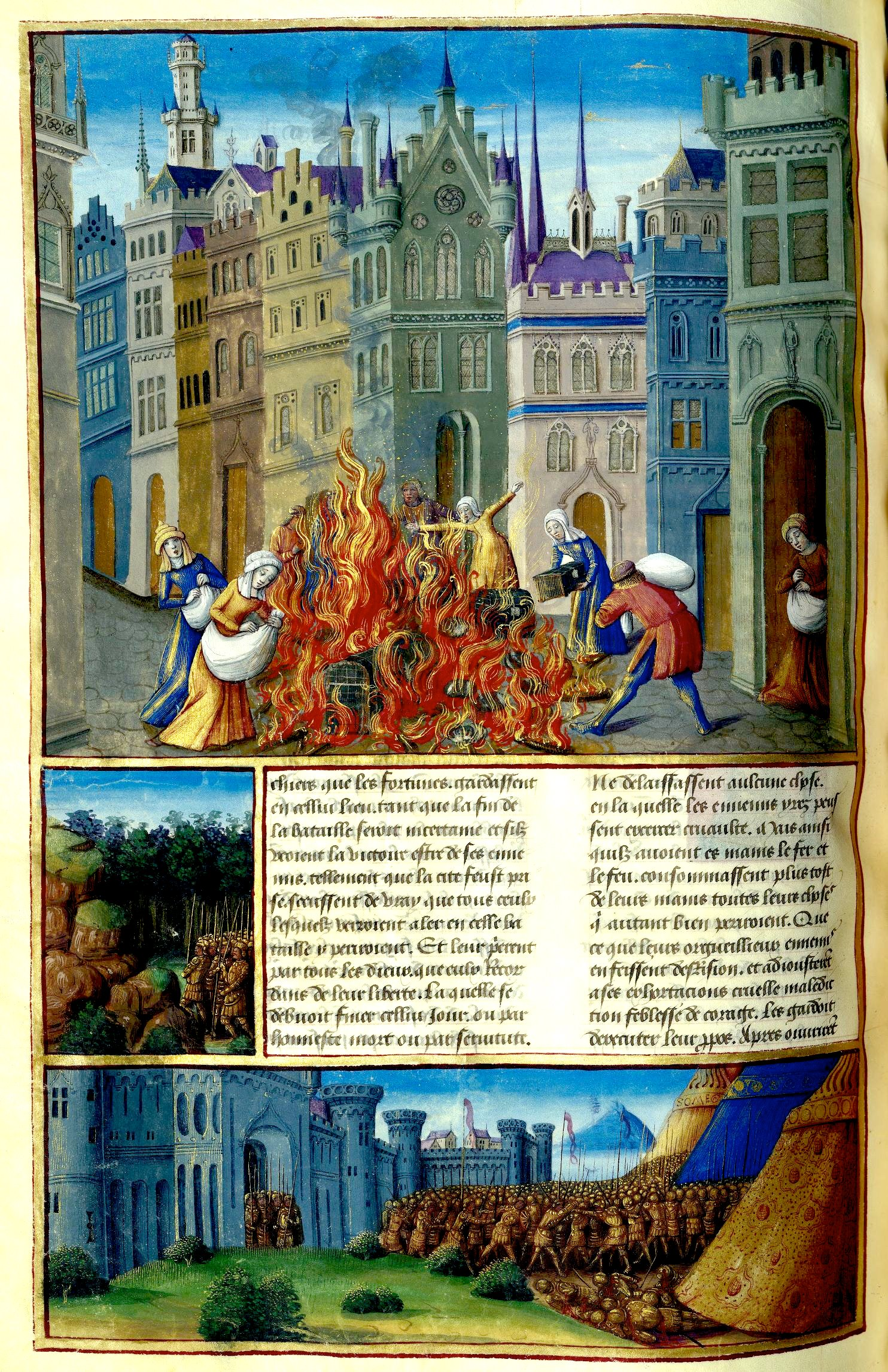
f199v.- Bataille d'Astapa.
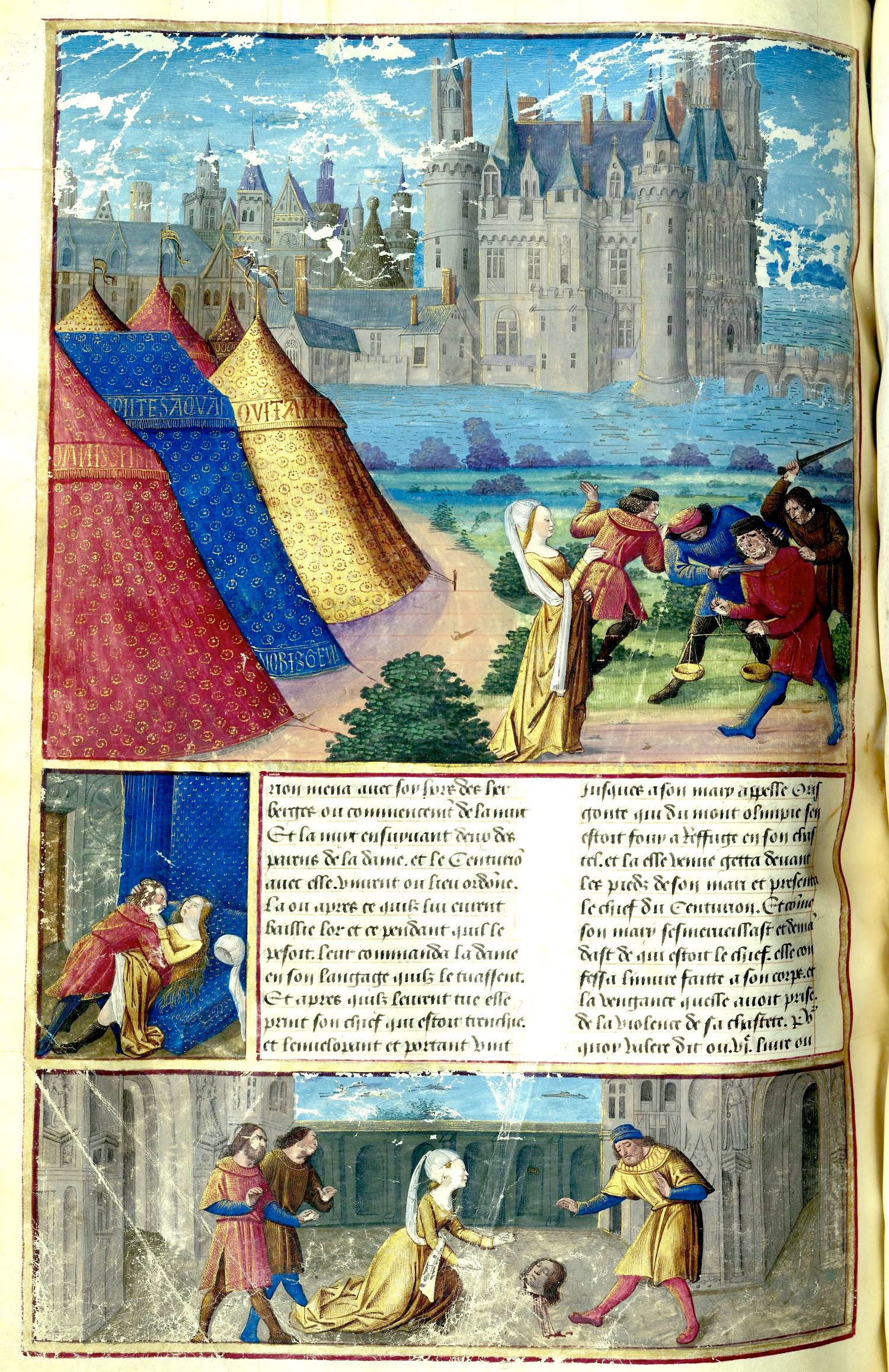
f236v.- Chiomara.
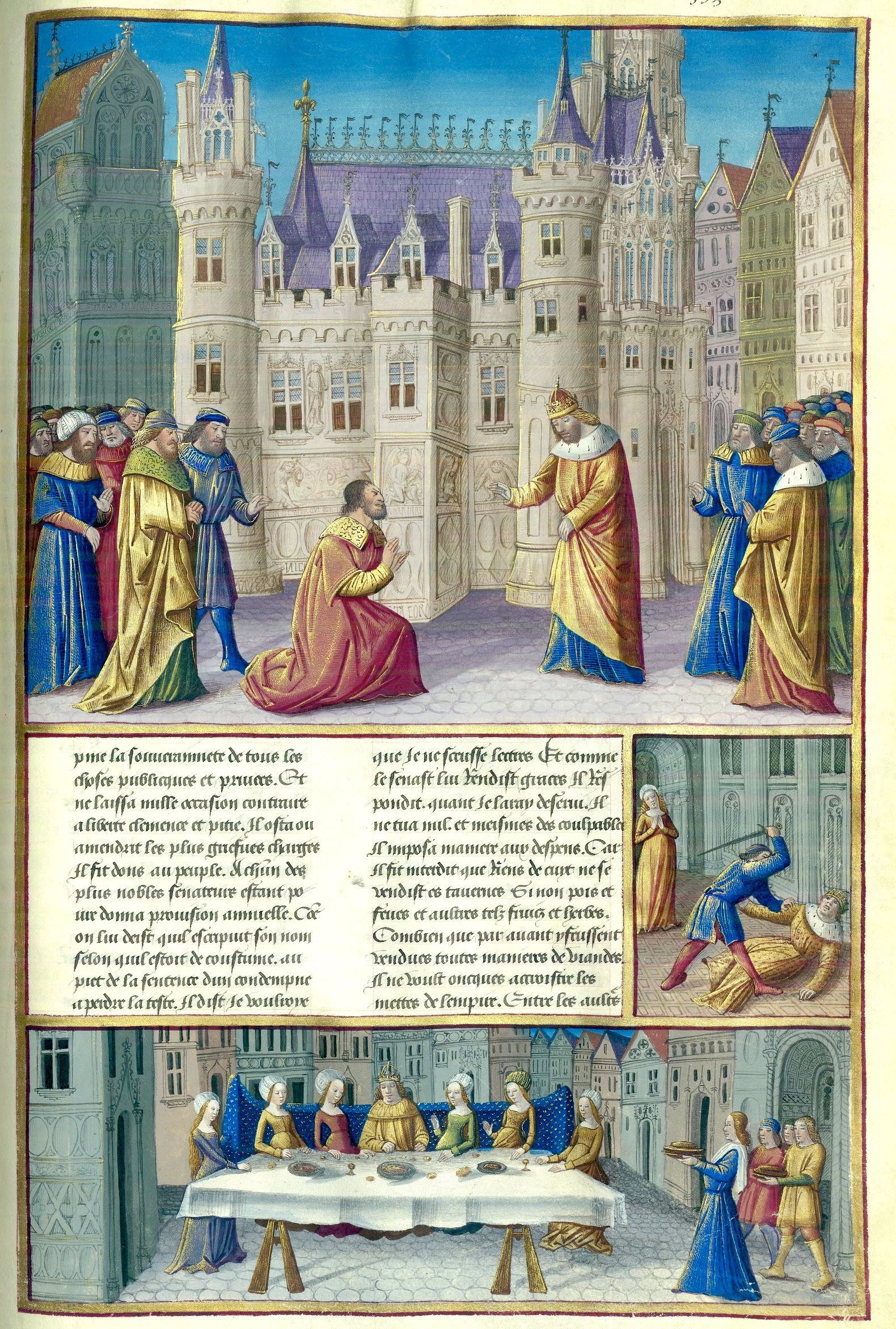
f335r.- Néron.
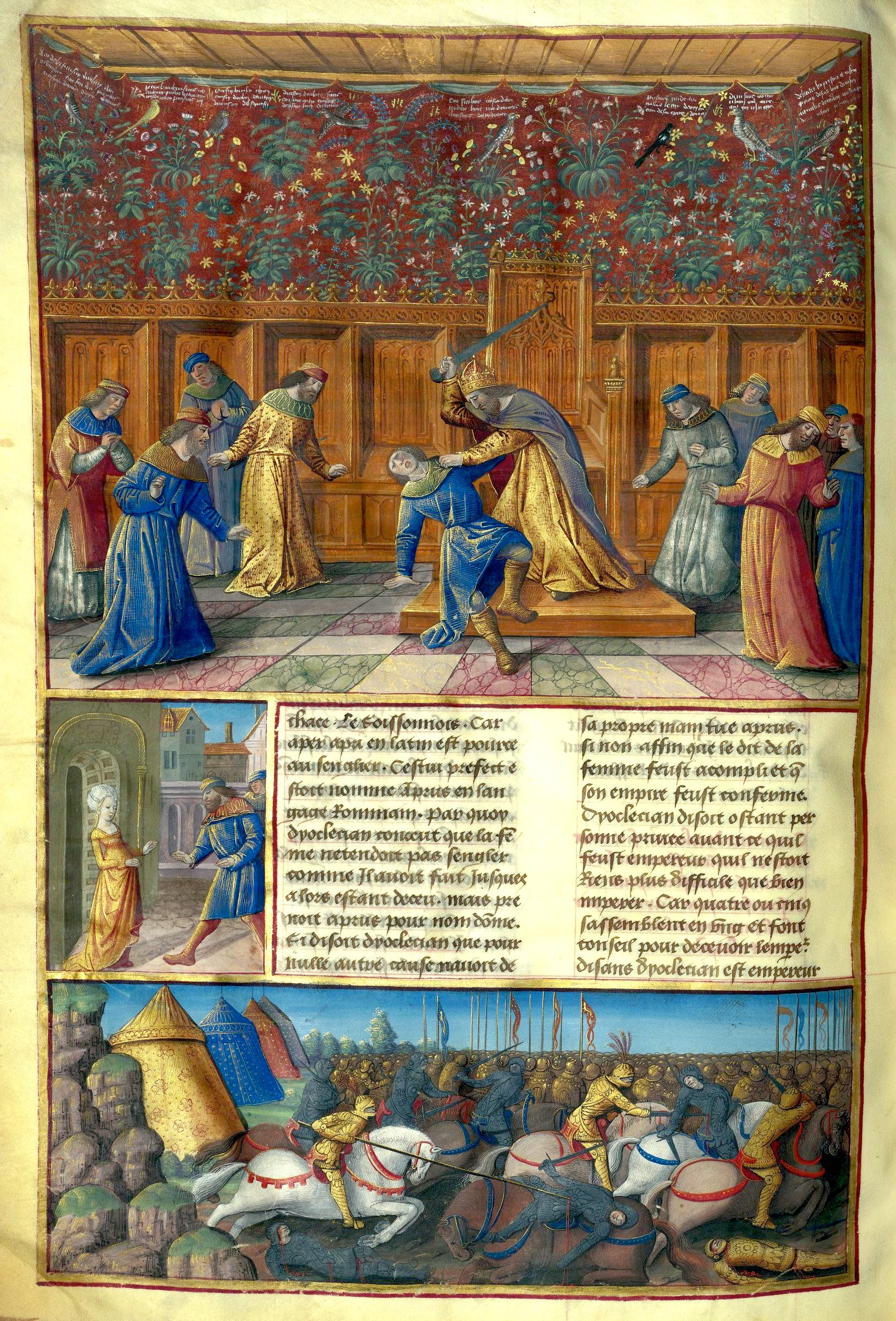
f376v.- Dioclétien tue Aper.

Manuscrit Bibl. nat. de Fr., fr. 365
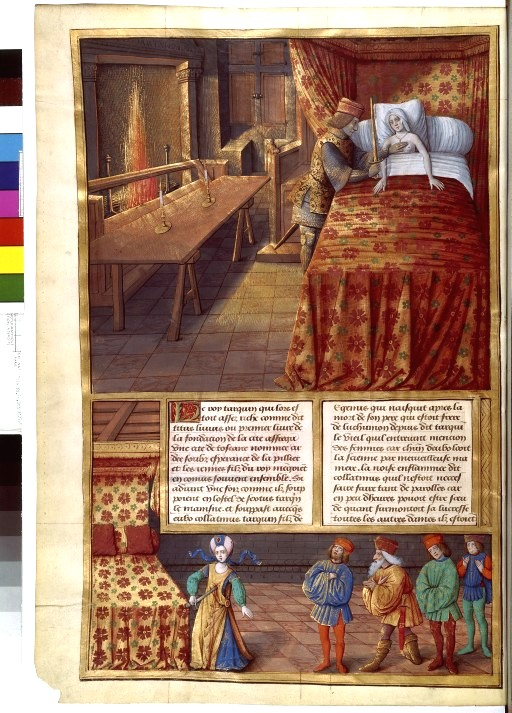
365-f27v.- Viol et suicide de Lucrèce.
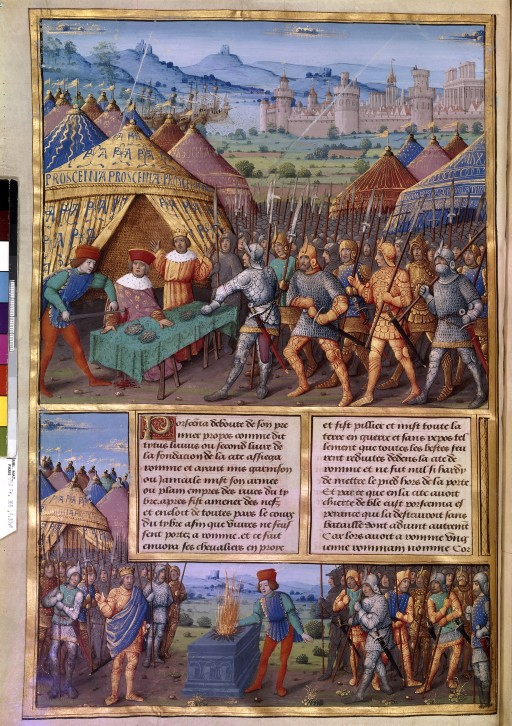
365-f33v.- Mucius Scaevola et Porsena.
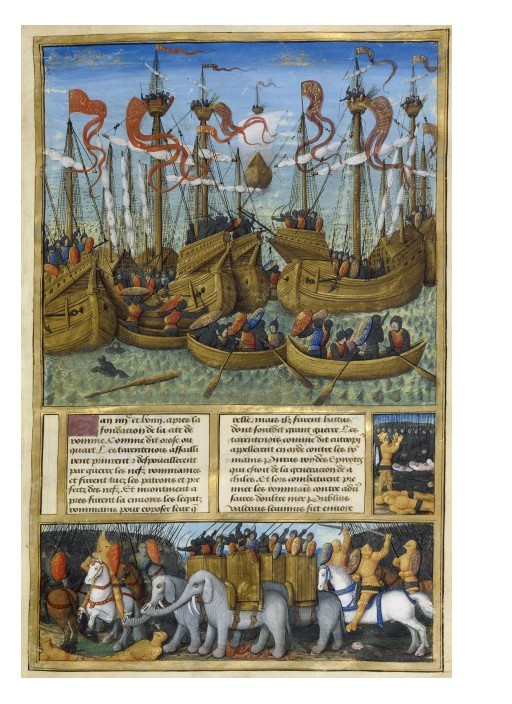
365-f89.- Bataille de Tarente.

Manuscrit Bibl. nat. de Fr., fr. 366
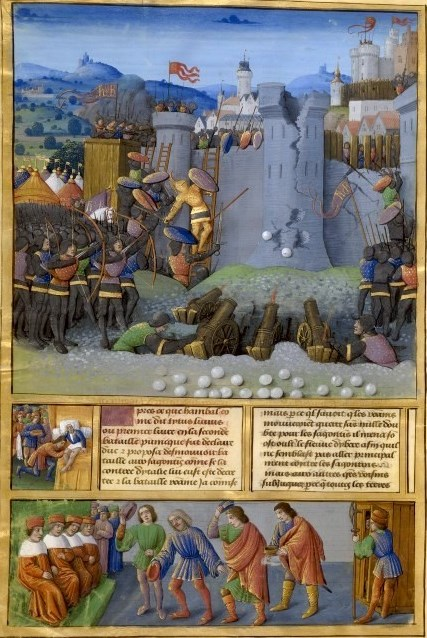
366-f2v.- Envoyés de Sagonte à Rome.
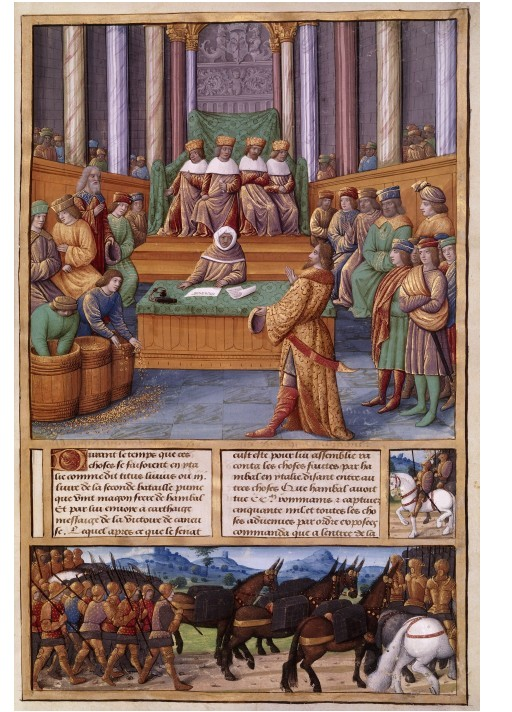
366-f42.-  Retour de Magon Barca à Carthage.
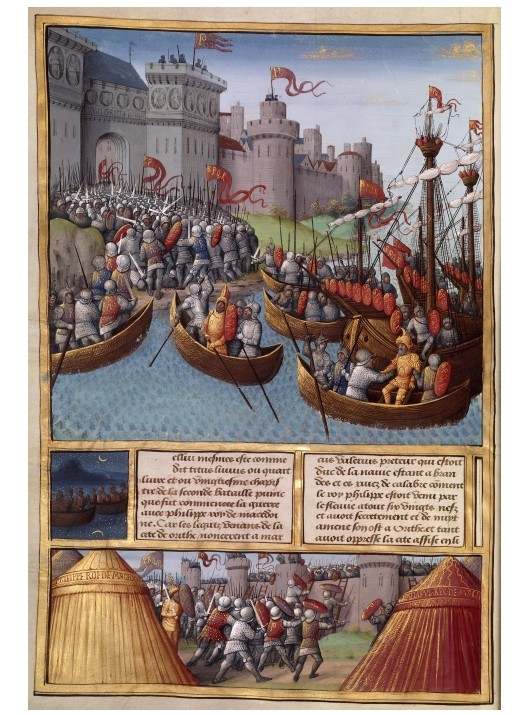
366-f54v.- Siège d'Orikos.
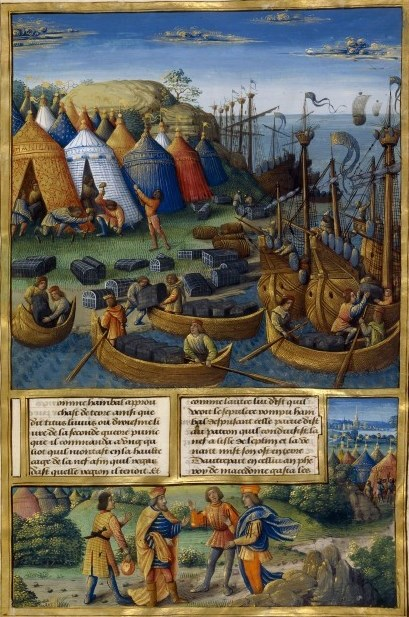
366-f114.-  Scipion l'Africain et Hannibal.